# قوشچی، یولاخ
قوشچی (به لاتین: Quşçu) منطقه‌ای مسکونی در جمهوری آذربایجان است که در شهرستان یولاخ واقع شده است. این روستا بیش از ۸۰۰ نفر جمعیت دارد.